# Гугунава, Улбие Дурсуновна
Улбие Дурсуновна Гугунава (1929, село Хуцубани, Кобулетский район, АССР Аджаристан, ССР Грузия — 1992, село Хала, Кобулетский муниципалитет, Аджария, Грузия) — колхозница колхоза имени Красной Армии Кобулетского района, Аджарская АССР, Грузинская ССР. Герой Социалистического Труда (1951).

## Биография
Родилась в 1929 году в крестьянской семье в селе Хуцубани Кобулетского района. После окончания местной начальной школы трудилась на чайной плантации местного колхоза. После замужества в 1949 году переехала в село Хала, где продолжила трудиться чаеводом в колхозе имени Красной Армии Кобулетского района.
В 1950 году собрала 6446 килограмма зелёного чайного листа на участке площадью 0,5 гектара. Указом Президиума Верховного Совета СССР от 1 сентября 1951 года удостоена звания Героя Социалистического Труда за «получение в 1950 году высоких урожаев сортового зелёного чайного листа» с вручением ордена Ленина и золотой медали «Серп и Молот» (№ 6139).
После выхода на пенсию проживала в селе Хала Кобулетского муниципалитета. С 1984 года — персональный пенсионер союзного значения. Умерла в 1992 году.